# Carl-Johan Bonnier
Carl-Johan Bonnier, född 14 juli 1951, är en svensk företagsledare, styrelseordförande och ledande ägarrepresentant inom Bonnierfamiljens företag. Han är son till Johan Bonnier, sonson till Tor Bonnier, sonsonson till Karl Otto Bonnier, sonsons sonson till Albert Bonnier och sonsonsonsonson till Gerhard Bonnier.

## Utbildning
Bonnier avlade ekonomexamen vid Handelshögskolan i Stockholm 1974 och erhöll titeln civilekonom.

## Karriär
Carl-Johan Bonnier blev VD för Semic International 1983. I moderbolaget Bonnier AB blev han 1987 vice VD, 1992 VD, 1992 koncernchef och 1998 styrelseordförande. 
Han är styrelseordförande i Aktiebolaget Boninvest, Fastighets AB Tavelgalleriet, AB Dagens Nyheter, Frili AB, Bonnier AB, Albert Bonnier AB, Bonnier Skog AB och Båsane Skog AB. 
Han är styrelseledamot i Sydsvenska Dagbladets Aktiebolag, Tidnings AB Marieberg, Bonnier Tidskrifter Aktiebolag, AB Kvällstidningen Expressen, Bonnier Fastigheter AB, Bonniers Konsthall AB, Sydsvenska Dagbladets Försäljningsaktiebolag och ledamot i Finsk-svenska handelskammaren.

### Handelshögskolan i Stockholm
Bonnier är alumn från Handelshögskolan i Stockholm och vice ordförande i Handelshögskoleföreningen, högskolans högsta beslutande organ. Han utsågs av föreningen till ledamot i Handelshögskolan i Stockholms direktion, högskolans högsta verkställande organ, 2001. Han är sedan dess ledamot i föreningen och dess skattmästare (ekonomiansvarig). Han utsågs 2005 till hedersdoktor vid Handelshögskolan i Stockholm.
Bonnier är initiativtagare till Familjen Bonniers professur i företagsekonomi med särskild inriktning mot media, en donationsprofessur vid Handelshögskolan i Stockholm, som inrättades år 2006 efter en donation från familjen Bonnier. Nuvarande innehavare av professuren är Richard Wahlund.

## Utmärkelser
- Ekonomie hedersdoktor vid Handelshögskolan i Stockholm (ekon.dr h.c.) 2005
- SSE Research Award 2012
- Kungliga Patriotiska Sällskapets Näringslivsmedalj för framgångsrikt entreprenörskap, som bidragit till svenskt näringslivs utveckling, 2012[3]

## Familj
Carl-Johan Bonnier har sitt hem i Bonnierfamiljens villa Nedre Manilla på Djurgården.